# Batrachoseps gregarius
Batrachoseps gregarius är en groddjursart som beskrevs av Jockusch, Wake och Kay P. Yanev 1998. Batrachoseps gregarius ingår i släktet Batrachoseps och familjen lunglösa salamandrar. IUCN kategoriserar arten globalt som livskraftig. Inga underarter finns listade.